# Друга лига Републике Српске у фудбалу
Друга лига Републике Српске у фудбалу је други степен фудбалског такмичења у Републици Српској. Организује је Фудбалски савез Републике Српске и састоји се од 30 фудбалских клубова из Републике Српске, подијељена у двије једнаке групе, групу „Запад“, и групу „Исток“. Група „Запад“ укључује фудбалске клубове из западног дијела Републике Српске, а група „Исток“ укључује клубове из источног дијела Републике Српске. Ова лига је у прошлости имала и групe „Приједор“,„Бања Лука“,„Бијељина“,„Српско Сарајево“,„Центар“ и групу „Југ“. Побједници Друге лиге Републике Српске у фудбалу, пласирају се у Прву лигу Републике Српске. Право на улазак у Другу лигу Републике Српске остварују побједници нижерангиране Регионалне лиге Републике Српске у фудбалу.

## Такмичењe
Учесници у сезони 2023/24
- Друга лига РС (Запад)[1]
- Друга лига РС (Исток)[2]

## Групе Друге лиге Републике Српске по сезонама
- 1995/96 - 1997/98. (3 сезоне) - 4 групе
- 1998/99 - 1999/00. (2. сезоне) - 3 групе
- 2000/01 - 2002/03. (3 сезоне) - 2 групе
- 2003/04 - 2007/08. (5 сезона) - 3 групе
- 2008/09 - тренутно (13 сезона) - 2 групе

| Сезона   | Група              | Група               | Група               | Група                     |
| -------- | ------------------ | ------------------- | ------------------- | ------------------------- |
| 1995/96. | Група Приједор(10) | Група Бања Лука(12) | Група Бијељина (8)  | Група Српско Сарајево(9)  |
| 1996/97. | Група Приједор(12) | Група Бања Лука(12) | Група Бијељина(10)  | Група Српско Сарајево(10) |
| 1997/98. | Група Приједор(14) | Група Бања Лука(14) | Група Бијељина (14) | Група Српско Сарајево(15) |
| 1998/99. | Група Запад (18)   | Група Центар(18)    | Група Југ (16)      |                           |
| 1999/00. | Група Запад (16)   | Група Центар(16)    | Група Југ(12)       |                           |
| 2000/01. | Група Запад(16)    | Група Исток(16)     |                     |                           |
| 2001/02. | Група Запад(16)    | Група Исток(16)     |                     |                           |
| 2002/03. | Група Запад(16)    | Група Исток(16)     |                     |                           |
| 2003/04. | Група Запад(14)    | Група Центар(14)    | Група Југ(13)       |                           |
| 2004/05. | Група Запад(16)    | Група Центар(16)    | Група Југ (14)      |                           |
| 2005/06. | Група Запад(16)    | Група Центар(16)    | Група Југ (14)      |                           |
| 2006/07. | Група Запад(16)    | Група Центар(16)    | Група Југ(14)       |                           |
| 2007/08. | Група Запад (16)   | Група Центар (16)   | Група Југ (14)      |                           |
| 2008/09. | Група Запад (16)   | Група Исток (16)    |                     |                           |
| 2009/10. | Група Запад (16)   | Група Исток (16)    |                     |                           |
| 2010/11. | Група Запад (14)   | Група Исток (14)    |                     |                           |
| 2011/12. | Група Запад (14)   | Група Исток (14)    |                     |                           |
| 2012/13. | Група Запад (14)   | Група Исток (14)    |                     |                           |
| 2013/14. | Група Запад (14)   | Група Исток (14)    |                     |                           |
| 2014/15. | Група Запад (14)   | Група Исток (14)    |                     |                           |
| 2015/16. | Група Запад (16)   | Група Исток (16)    |                     |                           |
| 2016/17. | Група Запад (16)   | Група Исток (16)    |                     |                           |
| 2017/18. | Група Запад (16)   | Група Исток (16)    |                     |                           |
| 2018/19. | Група Запад (16)   | Група Исток (16)    |                     |                           |
| 2019/20. | Група Запад (16)   | Група Исток (16)    |                     |                           |
| 2020/21. | Група Запад (14)   | Група Исток (16)    |                     |                           |

- У загради је број клубова по сезонама

## Побједници група Друге лиге Републике Српске

### Сезона 1995/96.
- Омладинац, Брестовчина, првак групе „Приједор“ у сезони 1995/96.
- Крила Крајине, Бања Лука , првак групе „Бања Лука“ у сезони 1995/96.
- Рудар, Угљевик, првак групе „Бијељина“ у сезони 1995/96.
- Вележ, Невесиње, првак групе „Српско Сарајево“ у сезони 1995/96.

### Сезона 1996/97.
- Слобода, Нови Град, првак групе „Приједор“ у сезони 1996/97.
- Омладинац АПБ, Бања Лука, првак групе „Бања Лука“ у сезони 1996/97.
- Дрина, Зворник, првак групе „Бијељина“ у сезони 1996/97.
- Жељезничар, Српско Сарајево, првак групе „Српско Сарајево“ у сезони 1996/97.

### Сезона 1997/98.
- Љубић, Прњавор, првак групе „Приједор“ у сезони 1997/98.
- БСК, Бања Лука, првак групе „Бања Лука“ у сезони 1997/98.
- Јединство, Брчко, првак групе „Бијељина“ у сезони 1997/98.
- Фамос, Војковићи, првак групе „Српско Сарајево“сезони 1997/98.

### Сезона 1998/99.
- Слога, Србац, првак групе „Запад“ у сезони 1998/99.
- Модрича Максима, Модрича, првак групе „Центар“ у сезони 1998/99.
- Младост, Гацко, првак групе „Југ“ у сезони 1998/99.

### Сезона 1999/00.
- Лијевче, Нова Топола, првак групе „Запад“ у сезони 1999/00.
- Полет, Српски Брод, првак групе „Центар“ у сезони 1999/00.
- Славија, Српско Сарајево, првак групе „Југ“ у сезони 1999/00.

### Сезона 2000/01.
- Омладинац АПБ, Бања Лука, првак групе „Запад“ у сезони 2000/01.
- Јединство, Брчко, првак групе „Исток“ у сезони 2000/01.

### Сезона 2001/02.
- Рудар, Приједор, првак групе „Запад“ у сезони 2001/02.
- Дрина, Зворник, првак групе „Исток“ у сезони 2001/02.

### Сезона 2002/03.
- Слога, Добој, првак групе „Запад“ у сезони 2002/03.
- Лединци, Бијељина, првак групе „Исток” у сезони 2002/03.

### Сезона 2003/04.
- Лакташи, првак групе „Запад” у сезони 2003/04.
- Локомотива, Брчко, првак групе „Центар” у сезони 2003/04.
- Херцеговац, Билећа, првак групе „Југ” у сезони 2003/04.

### Сезона 2004/05.
- Слога, Трн, првак групе „Запад“ у сезони 2004/05.
- Никос Канбера, Велика Буковица, првак групе „Центар“ у сезони 2004/05.
- Фамос, Војковићи, првак групе „Исток“ у сезони 2004/05.

### Сезона 2005/06.
- Омладинац Моби‘С, Бања Лука, првак групе „Запад“ у сезони 2005/06.
- Борац, Шамац, првак групе „Центар“ у сезони 2005/06.
- Дрина ХЕ, Вишеград, првак групе „Југ“ у сезони 2005/06.

### Сезона 2006/07.
- Пролетер, Теслић, првак групе „Запад“ у сезони 2006/07.
- Јединство, Црквина, првак групе „Центар“ у сезони 2006/07.
- Сутјеска, Фоча, првак групе „Југ“ у сезони 2006/07.

### Сезона 2007/08.
- Рудар, Приједор, првак групе „Запад“ у сезони 2007/08.
- Јединство, Брчко, првак групе „Центар“ у сезони 2007/08.
- Гласинац, Соколац, првак групе „Југ“ у сезони 2007/08.

### Сезона 2008/09.
- Слога, Трн, првак групе „Запад” у сезони 2008/09.
- Романија, Пале, првак групе „Исток” у сезони 2008/09.

### Сезона 2009/10.
- Слобода, Мркоњић Град, првак групе „Запад” у сезони 2009/10.
- Напредак, Доњи Шепак, првак групе „Исток” у сезони 2009/10.

### Сезона 2010/11.
- Црвена земља, Нова Вес првак групе „Запад” у сезони 2010/11.
- Рудар, Угљевик првак групе „Исток” у сезони 2010/11.

### Сезона 2011/12.
- Борац, Шамац, првак групе „Запад” у сезони 2011/12.
- Младост, Велика Обарска, првак групе „Исток” у сезони 2011/12.

### Сезона 2012/13.
- Јединство, Жеравица, првак групе „Запад” у сезони 2012/13.
- Напредак, Доњи Шепак, првак групе „Исток” у сезони 2012/13.

### Сезона 2013/14.
- Текстилац, Дервента, првак групе „Запад” у сезони 2013/14.
- Власеница, првак групе „Исток” у сезони 2013/14.

### Сезона 2014/15.
- Борац, Шамац, првак групе „Запад” у сезони 2014/15.
- Звијезда, Бијељина првак групе „Исток” у сезони 2014/15.

### Сезона 2015/16.
- Слога Добој, првак групе „Запад” у сезони 2015/16.
- Подриње Јања, првак групе „Исток” у сезони 2015/16.

### Сезона 2016/17.
- Жељезничар Бања Лука, првак групе „Запад” у сезони 2016/17.
- Напредак Доњи Шепак, првак групе „Исток” у сезони 2016/17.

### Сезона 2017/18.
- Модрича Алфа, првак групе „Запад” у сезони 2017/18.
- Слога Горње Црњелово, првак групе „Исток” у сезони 2017/18.

### Сезона 2018/19.
- Јединство Жеравица, првак групе „Запад„ у сезони 2018/19.
- Јединство, Брчко, првак групе Исток у сезони 2018/19.

### Сезона 2019/20.
- Борац Козарска Дубица, првак групе „Запад” у сезони 2019/20.
- Леотар, Требиње, првак групе „Исток” у сезони 2019/20.

### Сезона 2020/21.
- Омарска, прва групе „Запад” у сезони 2020/21.
- Будућност Пилица, првак групе „Исток” у сезони 2020/21.

### Сезона 2021/22.
- Лакташи, првак групе „Запад” у сезони 2021/22.
- Горње Црњелово, првак групе „Исток” у сезони 2021/22.

### Сезона 2022/23.
- Козарска Дубица, првак групе „Запад” у сезони 2022/23.
- Пале, првак групе „Исток” у сезони 2022/23.